# دسو داگ
دنیس ممدو گرهارد کاسپرت (با نام هنری دسو داگ و با نام مستعار ابوطَلحَه  الألماني)، (۱۸ اکتبر ۱۹۷۵ – ۱۷ ژانویه ۲۰۱۸) خوانندهٔ سابق موسیقی رَپ آلمانی بود که عضو داعش شد.
دنیس ممدو کاسپرت، از پدری غنایی و مادری آلمانی در برلین متولد شد و خواننده موسیقی رپ با نام هنری «دسو داگ» بوده‌است. او پس از گرویدن به دین اسلام موسیقی را کنار گذاشت و برای پیوستن نیروهای موسوم به جهادی در جنگ علیه حکومت سوریه، نخست به مصر و سپس به سوریه رفت. از او در سوریه با کنیهٔ «ابوطَلحَه الألماني» یاد می‌شد. گفته می‌شود که در ماه اکتبر و در یک حمله هوایی کشته شده‌است.
ابوطلحه در حملهٔ هوایی نیروهای دولتی سوریه در شهر اعزاز در شمال سوریه مجروح شد. وی در سال ۲۰۱۴ میلادی با گروه دولت اسلامی عراق و شام بیعت کرد. «دسو داگ» پس از سفر به سوریه علاوه بر برعهده گرفتن فرماندهی واحد ملت ابراهیم در داعش، همچنان به خواندن ترانه ادامه داد البته این بار محتوای ترانه‌هایش، تشویق جوانان در غرب به سفر به سوریه برای جهاد و جنگ و انجام عملیات‌های انتحاری بود. او در این ترانه‌ها می‌خواند که پاداش جهاد و عملیات انتحاری بهشت است.

## عضویت در داعش
در اواخر سال ۲۰۱۳، کوسپرت جنود الشام را ترک کرد و به دولت اسلامی عراق و شام (داعش) پیوست. گفته می‌شود که وی در ژوئیه ۲۰۱۴ در نبرد اول میدان گازی شاعر با نیروهای داعش علیه نیروهای مسلح سوریه شرکت کرده‌است.
در تابستان ۲۰۱۴، دانیلا گرین، مترجم FBI که تحقیق در مورد کوسپرت را انجام داده بود، برای ازدواج با کوسپرت به سوریه سفر کرد. این اتفاق بدون اطلاع و مجوز از مافوق وی رخ داده‌است. او چند ماه بعد به ایالات متحده بازگشت، اعتراف کرد و در ازای مجازات دو سال زندان با مقامات همکاری کرد.
در نوامبر ۲۰۱۴، یک ویدیو توسط داعش منتشر شد که نشان می‌داد اعضای داعش تعدادی مرد غیرمسلح را با تیر کشته و سر بریده‌اند و کوسپرت سر بریده‌ای در دست دارد. گفته می‌شود که این فیلم مربوط به ماه اوت است؛ و این فیلم مربوط به قتل‌عام سال ۲۰۱۴ علیه زندانیان قبیله سنی عرب الشیاط که علیه داعش جنگیده بودند.

## مرگ
در آوریل ۲۰۱۴، پس از حمله انتحاری جبهه النصره، تعدادی از رسانه‌های بین‌المللی گزارش‌های غلط بر اساس منابع آنلاین اسلامگرایان مبنی بر کشته شدن وی در ۲۰ آوریل ۲۰۱۴ در جنگ بین گروه‌های جهادی (که در سوریه می‌جنگند) منتشر کردند. با این حال، روزنامه آلمانی Die Welt به نقل از دیگر مبارزان خارجی مرگ کوسپرت را انکار کرد و این سردرگمی را ناشی از مرگ یکی دیگر از اعضای داعش دانست که وی نیز از نام مستعار ابو طلحه المانی استفاده می‌کرد.
در ۱۶ اکتبر ۲۰۱۵، وزارت دفاع ایالات متحده به رسانه‌ها اطلاع داد که کوسپرت توسط حمله هوایی ایالات متحده در نزدیکی رقه، سوریه کشته شده‌است. در اوت ۲۰۱۶ ، پنتاگون اظهار داشت که اشتباه شده: کوسپرت از اعتصاب نزدیک شهر رقه جان سالم به در برد.
در ژانویه ۲۰۱۸، بنیاد رسانه ای وفا، وابسته به داعش، خبر مرگ او را همراه با گزارش خود با عکس‌هایی از جنازه خونین کوسپرت اعلام کرد. گفته می‌شود که وی در حمله هوایی دیرالزور در شهر غرانیج در استان دیرالزور در یک حمله هوایی کشته شده‌است.

## خانواده
ادعا می‌شود که کوسپرت سه فرزند با سه زن متفاوت به دنیا آورده‌است. یکی از همسران وی، یک آلمانی تونسی‌تبار به نام اومایما عبدی که در سال ۱۹۸۴ در هامبورگ متولد شد، در سال ۲۰۱۵ به همراه سه فرزند و همسر اول خود از فرانکفورت نادر هادرا که هنگام جنگ در کوبان کشته شد، به سوریه رفت. وی بعداً با کوسپرت ازدواج کرد و با او در رقه سوریه زندگی کرد، سپس به آلمان بازگشت و چهارمین فرزند خود را به دنیا آورد. تلفن وی توسط روزنامه‌نگار لبنانی جنان موسی بازیابی شد که منجر به تحقیق در مورد روابط وی با داعش شد.